# Белюковский
Белюковский — ручей в России, протекает по Белебеевскому и Альшеевскому районам Башкортостана. Правый приток реки Курсак (бассейн р. Дёма), впадает в него в 350 метрах выше опустевшего посёлка Литинка.
По руслу ручья (оврагу) проходит административная граница Слаковского и Сараевского сельсоветов Альшеевского района (Закон Республики Башкортостан от 17.12.2004 N 126-з «О границах, статусе и административных центрах муниципальных образований в Республике Башкортостан»).